# Las aventuras de Sammy: Un viaje extraordinario
Sammy's Avonturen: De geheime doorgang (Las aventuras de Sammy: Un viaje extraordinario en Hispanoamérica) es una película estrenada el 4 de agosto de 2010. Tiene una secuela titulada, Sammy 2: El gran escape de 2012.

## Sinopsis
En octubre de 1959, Sammy, una tortuga verde, sale del cascarón en una playa desierta y, mientras intenta trepar por una pendiente de arena, una gaviota la atrapa. Se las arregla para escapar junto con otra tortuga recién nacida llamada Shelly que fue atrapada por otra gaviota. Sammy cae sobre una vieja balsa y es llevado al mar de Tasmania, perdiendo a Shelly. Pasa los siguientes 50 años viajando por el mundo cambiado por el calentamiento global hacia el mar de Tasmania.
El día después de que sale del cascarón, Sammy se hace amigo de una tortuga laúd llamada Ray, que también acaba de salir del cascarón el día anterior. Los dos amigos crecen juntos, viajando por el océano en su balsa. Una mañana, Ray lleva a Sammy bajo el agua y le presenta a su nuevo amigo el pulpo azul Slim, pero se ven obligados a refugiarse de un derrame de petróleo causado por el naufragio de un petrolero. A medida que Sammy y Ray crecen más y más, y la balsa comienza a perder partes, la balsa se derrumba repentinamente, dejando a Sammy y Ray sin su hogar. Mientras discuten, Sammy, Ray y cientos de peces son atrapados en redes de arrastre y separados. Horas más tarde, Sammy es arrojado de nuevo al mar inconsciente, pero un delfín lo salva.
Sammy llega a la orilla y al día siguiente se encuentra en un recinto, acogido por hippies humanos liderados por una mujer llamada Snow y tiene la compañía de un británico de pelo llamado Misfius. Finalmente, Sammy comparte el recinto con una tortuga más grande llamada Vera, sin embargo, Vera es liberada en el mar cuando los hippies se dan cuenta de que los dos no se están apareando. No mucho después de eso, la policía desaloja a los hippies no autorizados de su playa, dejando atrás a Sammy debido a los trucos de Misfius.
Sammy regresa al océano y se reúne con Vera. En busca de comida, Sammy y Vera rescatan a una tortuga de un tiburón blanco, que resulta ser Shelly. Sammy y Shelly viajan por los océanos y preguntan en busca del pasaje secreto del que Sammy escuchó. Finalmente, las dos tortugas se enfrentan a los peligros del Canal de Panamá, pero se separan cuando intentan pasar una esclusa. Sammy sigue su rastro hasta la Antártida, donde los ecologistas lo recogen y lo llevan a California, donde se reencuentra con Snow (que ahora trabaja como ecologista) y Misfius una vez más.
Poco después de que lo devuelven al océano, dos tortugas laúd le piden a Sammy que ayude a una tortuga atrapada en un contenedor. Su rescate no es otro que su viejo amigo Ray. Con la ayuda de la compañera de Ray, Rita, Sammy explora un galeón destrozado y encuentra a Shelly coqueteando con otra tortuga. Rita revela que una tortuga llamada Robbie es solo un playboy. Para ganarse el corazón de Shelly, Ray solicita la ayuda de un tiburón desdentado para que Sammy organice un rescate. Finalmente reunidas con Shelly, las dos tortugas finalmente se aparean junto con Ray y Rita regresan a su propio viaje. La película termina cuando Sammy, ahora como abuelo, ayuda a su pequeño nieto a salir de su nido y lo insta a tener su propio viaje a su lugar de nacimiento en sus propias crías.

## Personajes/Reparto
| Personaje | Voces/Reparto/Actores de voz | Voces/Reparto/Actores de voz | Voces/Reparto/Actores de voz | Voces/Reparto/Actores de voz |
| Personaje | México (MEX)                 | Reino Unido (UK)             | EUA (EE. UU.)                |                              |
| --------- | ---------------------------- | ---------------------------- | ---------------------------- | ---------------------------- |
| “Sammy”   | Abraham Vega                 | Dominic Cooper               | Yuri Lowenthal               |                              |
| “Shelly”  | Tatiana                      | Gemma Arterton               | Jenny McCarthy               |                              |
| “Ray”     | Luis Alfonzo Mendoza         | Robert Sheehan               | Anthony Anderson             |                              |
| “Misifus” | Idzi Dutkiewicz              | ?                            | ?                            |                              |